# 波奥拉姆巴迪
波奥拉姆巴迪（Poolambadi），是印度泰米尔纳德邦Perambalur县的一个城镇。总人口10081（2001年）。

## 人口
该地2001年总人口10081人，其中男性5063人，女性5018人；0—6岁人口995人，其中男524人，女471人；识字率59.95%，其中男性为69.70%，女性为50.12%。